# يانوش مالك
يانوش مالك (بالبولندية: Janusz Malik)‏ هو متزلج قفز بولندي، ولد في 30 سبتمبر 1964 في بييلسكو فيالا في بولندا.

## وصلات خارجية
- يانوش مالك على موقع الاتحاد الدولي للتزلج (القفز التزلجي) (الإنجليزية)
- يانوش مالك على موقع أوليمبيديا (الإنجليزية)
- يانوش مالك على موقع اللجنة الأولمبية البولندية (مؤرشف) (البولندية)